# Samostan Einsiedeln
Samostan Einsiedeln (nemško Kloster Einsiedeln) je benediktinski samostan v vasi Einsiedeln v kantonu Schwyz v Švici. Samostan je posvečen Materi puščavnici, naslov izhaja iz okoliščin ustanovitve, saj je bil prvi prebivalec regije puščavnik sveti Meinrad. Je teritorialni samostan in zato ni del škofije, za katero velja škof. Že stoletja je bil glavno počivališče na Jakobovi poti.

## Zgodovina
Meinrad se je šolal pri sobratih, opatih Hattu in Erlebaldu, v opatijski šoli v Reichenau, otoku ob Bodenskem jezeru, kjer je postal menih in posvečen v duhovnika. Po nekaj letih v Reichenau in na odvisnem župnišču na Züriškem jezeru je sprejel eremitsko življenje in ustanovil svojo eremitažo - puščavnikovo bivališče - na pobočjih gore Etzel. Umrl je 21. januarja 861 v rokah dveh roparjev, ki sta mislila, da ima puščavnik nekaj dragocenih zakladov, toda v naslednjih 80 letih kraj ni bil nikoli brez enega ali več puščavnikov, ki so posnemali Meinradov primer. Eden od njih, imenovan Eberhard, prej prošt v Strasbourgu, je leta 934 tam postavil samostan in cerkev, in postal prvi opat.
Cerkev naj bi bila po čudežu posvečena, zato legendo leta 948 vodi Kristus sam, ki so mu pomagali štirje evangelisti, sveti Peter in sveti Gregor Veliki. Ta dogodek je raziskal in potrdil papež Leon VIII., Nato pa ga je ratificiralo veliko njegovih naslednikov, zadnjo ratifikacijo je dal papež Pij VI. leta 1793, ki je potrdil dejanja vseh svojih predhodnikov.
Leta 965 je Gregorja, tretjega opata Einsiedelna, cesar Oton I. postavil za kneza Svetega rimskega cesarstva in vse njegove naslednike, ki so še naprej uživali enako dostojanstvo do prenehanja cesarstva v začetku 19. stoletja. Leta 1274 je Rudolf I. Nemški samostan z njegovimi odvisnostmi ustanovil kot neodvisno kneževino, nad katero je opat opravljal tako časovno kot duhovno pristojnost. Neodvisen je ostal do leta 1798, leta francoske invazije. Še vedno je teritorialni samostan, kar pomeni, da se nahaja na ozemlju, ki ni del nobene škofije, ki ga opat upravlja kot pravi pastir (Canon 370, Codex Juris Canonici) z enakimi pooblastili kot škofijski škof.
Einsiedeln je slaven že tisoč let, zaradi učenosti in pobožnosti svojih menihov, med njegovimi zidovi je živelo veliko svetnikov in učenjakov. Študij pisanja, tiskarstva in glasbe je tam zelo cvetel in samostan je v veliki meri prispeval k slavi benediktinskega reda. Res je, da je disciplina v 15. stoletju nekoliko upadla in je upravljanje postalo bolj sproščeno, toda Ludovik II., menihu iz St. Gallena, ki je bil opat Einsiedelna 1526-44, je uspelo obnoviti strožje spoštovanje.
V 16. stoletju so verske motnje, ki jih je povzročilo širjenje protestantske reformacije v Švici, nekaj časa povzročale težave. Sam Zwingli je bil nekaj časa v Einsiedelnu in izkoristil priložnost za protest proti slavnim romanjem, vendar je nevihta minila in samostan je ostal v miru. Opat Avguštin I. (1600–29) je bil vodja gibanja, ki je leta 1602 privedlo do postavitve švicarske kongregacije reda sv. Benedikta, prav tako je veliko storil za vzpostavitev sproščenega spoštovanja v opatiji in za spodbujanje visokega standarda štipendije in učenja med svojimi menihi..
Romanja, ki se od dni sv. Meinrada niso nikoli ustavila, so Einsiedeln izenačila s Sveto hišo Loretsko in Santiagom de Compostela, saj je bil glavna postaja na Jakobovi poti, ki je vodila tja. Romanje je ena od značilnosti, po kateri se samostan predvsem slavi. Število romarjev je približno milijon iz vseh delov katoliške Evrope ali celo dlje. Kip Naše gospe iz 15. stoletja, ustoličene v kapelici, ki jo je postavil Eberhard, je predmet njihovega čaščenja. Je predmet najstarejšega ohranjenega romarskega predmeta mojstra E.S. iz leta 1466. Kapela stoji znotraj velike samostanske cerkve, podobno kot je Sveta hiša v Loretu obdana z marmornatim svetiščem in je dodelano okrašena.
14. september in 13. oktober sta glavna romarska dneva, pri čemer je bil prvi obletnica čudežnega posvečenja Eberhardove bazilike, drugi pa prenosa relikvij sv. Meinrada z otoka Reichenau v Einsiedeln leta 1039. Tisočletje sv. Meinrad je bil z velikim sijajem proslavljan leta 1861 in benediktinskega samostana leta 1934. Velika cerkev je bila večkrat prezidana, nazadnje v času opata Maurusa med leti 1704 in 1719. Zadnja velika obnova se je končala po več kot dvajsetih letih leta 1997. Knjižnica vsebuje skoraj 250.000 enot in številne neprecenljive rokopise. Delo menihov je razdeljeno predvsem med molitev, delo in študij. V času romanja je število slišanih izpovedi zelo veliko.
Leta 2013 je občina štela 60 menihov. Samostanu sta priložena semenišče in šola za približno 360 učencev, ki jih delno poučujejo menihi, ki duhovno vodijo tudi šest samostanov nun.

## Širitev v Ameriko
Leta 1854, ko je bil samostan spet zatiran, je bila iz Einsiedelna v ZDA poslana kolonija, ki je služila lokalnemu nemško govorečemu prebivalstvu in po potrebi razvila kraj kot zatočišče. Delegacija je ustanovila novo fundacijo, ki je zdaj St. Meinrad Archabbey in St. Meinrad, Indiana, ki je postala del švicarsko-ameriška kongregacija, ustanovljena leta 1881. Od leta 2020 švicarsko-ameriško kongregacijo sestavlja sedemnajst samostanov od Kanade do Gvatemale, šest jih je bilo ustanovljenih iz rodnega samostana Einsiedeln : St. Meinrad Archabbey, samostan Subiaco, samostan St. Joseph, samostan Marmion, samostan Priorat San Jose in samostan Šrinca miru.

## Šola
Eden od apostolatov samostana je šola (Gymnasium) za sedmi do dvanajsti razred, ki v sedanji obliki obstaja že od leta 1848. Je nadaljevanje tradicije izobraževanja, ki sega v zgodnji srednji vek. Med njenimi uglednimi alumni so Gall Morel, Franz Fassbind, Philipp Etter, Hans Hürlimann in njegov sin Thomas Hürlimann, Bruno Frick in Anatole Taubman.

## Samostan Fahr
Samostana Einsiedeln in Fahr, skupnost benediktinskih redovnic, sta v različnih kantonih in tvorita dvojni samostan, oba pod nadzorom moškega opata iz Einsiedelna. Ženska predstojnica Fahra ne more biti izvoljena za nadzor obeh skupnosti.

## Otok Ufenau, Einsiedlerhaus in območje Endingen v Rapperswilu
Mestno obzidje na zahodnem jezeru oziroma utrdbe Rapperswil so verjetno zgradili v začetku 13. stoletja grofje Rapperswil. Tako imenovano območje Endingen v Rapperswilu je samostanu Einsiedeln, ki je še vedno lastnik zemljišča, vključno z mestom, kjer je bil zgrajen kapucinski samostan, so podelili kot fevd. Zato se je sosednja stavba tradicionalno imenovala Einsiedlerhaus, kar pomeni 'hiša samostana Einsiedeln'. Zgodovinarji omenjajo trajektno postajo iz 10. stoletja, ki je tam - leta 981 našega štetja, pa tudi vinograd samostana na hribu Lindenhof - med Kempratenom na Kempratnerbuchtu, otokoma Lützelau in Ufenau ter domnevno sedanjim Hurdenom. Trajektne službe so romarjem proti Einsiedelnu omogočale, da so prečkale jezero, preden je bil prazgodovinski Holzbrücke Rapperswil-Hurden na ožini Seedamm obnovljen med leti 1358 in 1360. Endingen, Einsiedlerhaus in celo območje jezera so še vedno v lasti samostana Einsiedeln, pa tudi otok Ufenau.

## Samostanska cerkev
Osrednja struktura samostana je kolegijska cerkev z dvema stolpoma, ki je bila zgrajena med letoma 1719 in posvečena leta 1735, zasnoval pa jo je tudi Caspar Moosbrugger. Velja za najpomembnejšo baročno cerkev v Švici.

### Gradnja
Prvi cerkvi iz leta 948 in njenim novim stavbam po različnih požarih do leta 1465 je sledila nova stavba s korom stolne cerkve z gradbeno pogodbo iz leta 1674 z gradbenim mojstrom iz Vorarlberga Johannom Georgom Kuenom. Kipar štukature Giacomo Neuroni iz Lugana je sodeloval s svojim bratom Pietrom Neuronijem v koru kolegijske cerkve. Izpovedna cerkev je bila zgrajena leta 1680 pod vodstvom Johanna Georga Kuena in jo je olepšal Pietro Neuroni, kor pa je dodal Caspar Moosbrugger.
V notranjosti celotne stavbe, ki je obrnjena proti vzhodu, je na zahodnem vhodnem območju kapela milosti (Gnadenkapelle) s Črno Madono. To je bila prva komponenta, ki jo je Caspar Moosbrugger izvršil leta 1682. Po uničenju leta 1789 sta kapelo usmiljenja leta 1815 obnovila brata Jakob Natter in Meinrad Birchler. V samostanu so ohranjeni kamniti reliefi stare Gnadenkapele, ki jih je izdelal Hans Konrad Asper.

#### Nove stavbe po 1719
Leta 1719 je bila pod samostanskim bratom Casparjem Moosbruggerjem, ki je že deloval pod vodstvom Johanna Georga Kuena, najprej obnovljena zgornja in nato spodnja cerkev. Stropne slike in štukature sta v letih 1724–1726 ustvarila brata Cosmas Damian Asam in Egid Quirin Asam. Nadaljnje figure in putte na sprednji strani orgel (1749) v kupolasti sobi je ustvaril Johann Baptist Babel. Med letoma 1749 in 1751 je na podlagi načrta Giuseppeja Torricellija in Giana Antonia Torricellija iz Lugana oltarni kipar in nadškof Domenico Pozzi iz Milana zgradil glavni oltar. Figure v naravni velikosti iz štuka na stranskih oltarjih so od Diega Carloneja iz Scarije, ki je danes del Lanzo d'Itelvi (I) blizu švicarske meje. Oljni sliki Smrt svetega Benedikta in Mati božja se prikaže sv. Meinradu je ustvaril njegov brat Carlo Carlone. Štukaturni marmor oltarjev (1730) je delo Josefa Antona Feuchtmayerja. Diego Francesco Carlone je med letoma 1730 in 1743 ustvaril 16 kipov, alegorično okrasje osmih starih oltarjev v ladji in dveh grobnih spomenikov nad kripto knezo-opatov. Štukature in figure v spodnjem koru je med letoma 1746 in 1750 prenovil mojster slikar in mavčar Franz Anton Kraus iz Augsburga. Obsežna obnova cerkve med letoma 1975 in 2001 je skušala obnoviti vtis prvotnega baročnega stanja, ki je bilo delno ponarejeno s prejšnjimi prenovami.

## Samostanski trg
V 14. stoletju je bila za območje neposredno pred samostanom izdana prepoved gradnje, ki naj bi preprečila širjenje vaških požarov. Od leta 1745 do 1747 je bil samostanski trg v sedanji obliki zgrajen po načrtih milanskega arhitekta Paola Federica Bianchija pod nadzorom bregenškega gradbenega mojstra Johannesa Rueffa. Ob stopnišču stojijo kipi Otona Velikega in Heinricha II. V središču trga je Liebfrauenbrunnen iz leta 1747 z bronasto, pozlačeno Marijino figuro milanskega kiparja Domenica Pozzija iz leta 1752. Na obeh straneh trga so polkrožne arkade z nabožnimi trgovinami. Za njim se dviga mogočna baročna samostanska fronta z dvema 60 m visokima stolpoma na sredini, uokvirjena s trinadstropnimi samostanskimi krili.
Trg je bilo prizorišče skrivnostne predstave Veliko gledališče sveta, med letoma 1924 in 1992 v verziji Eichendorf Pedra Calderóna de la Barce, nato v različici Thomasa Hürlimanna. Po izvedbi leta 2007 je bilo delo ponovno izvedeno leta 2013. Komad Tima Krohna je uprizoril režiser Beat Fäh.

## Kulturna dediščina
Samostanski kompleks, samostanska knjižnica, arhivi in glasbena zbirka so v švicarskem popisu kulturnih dobrin državnega in regionalnega pomena navedeni kot predmeti razreda A državnega pomena.
Knjižnica samostane vsebuje Versus de scachis, prva omemba šaha v zahodni literaturi.

## Galerija
- Pogled iz zraka
- Samostan
- Samostan z vzhoda
- Liebfrauenbrunnen
- Einsiedeln, Marijina kapela (notranjost)
- Ladja samostanske cerkve
- Detajli poslikav stropa
- Detajli poslikav stropa